# Pellegrina
Die Pellegrina ist der zur Soutane getragene, vorne offene Schulterkragen, der von katholischen Geistlichen getragen wird.

## Merkmale
Die Pellegrina ist ein kurzes Schulter-Cape ähnlich der Mozzetta, aber vorne offen. Sie reicht bis zum Ellenbogen. Die Stoffe sind schwarz oder weiß, gesäumt mit amarantroten (Bischöfe) oder kardinalsroten (Kardinäle) Säumen. Die Pellegrina des Papstes ist vollständig weiß. Manche Priester tragen eine schwarze Pellegrina.

## Verwendung

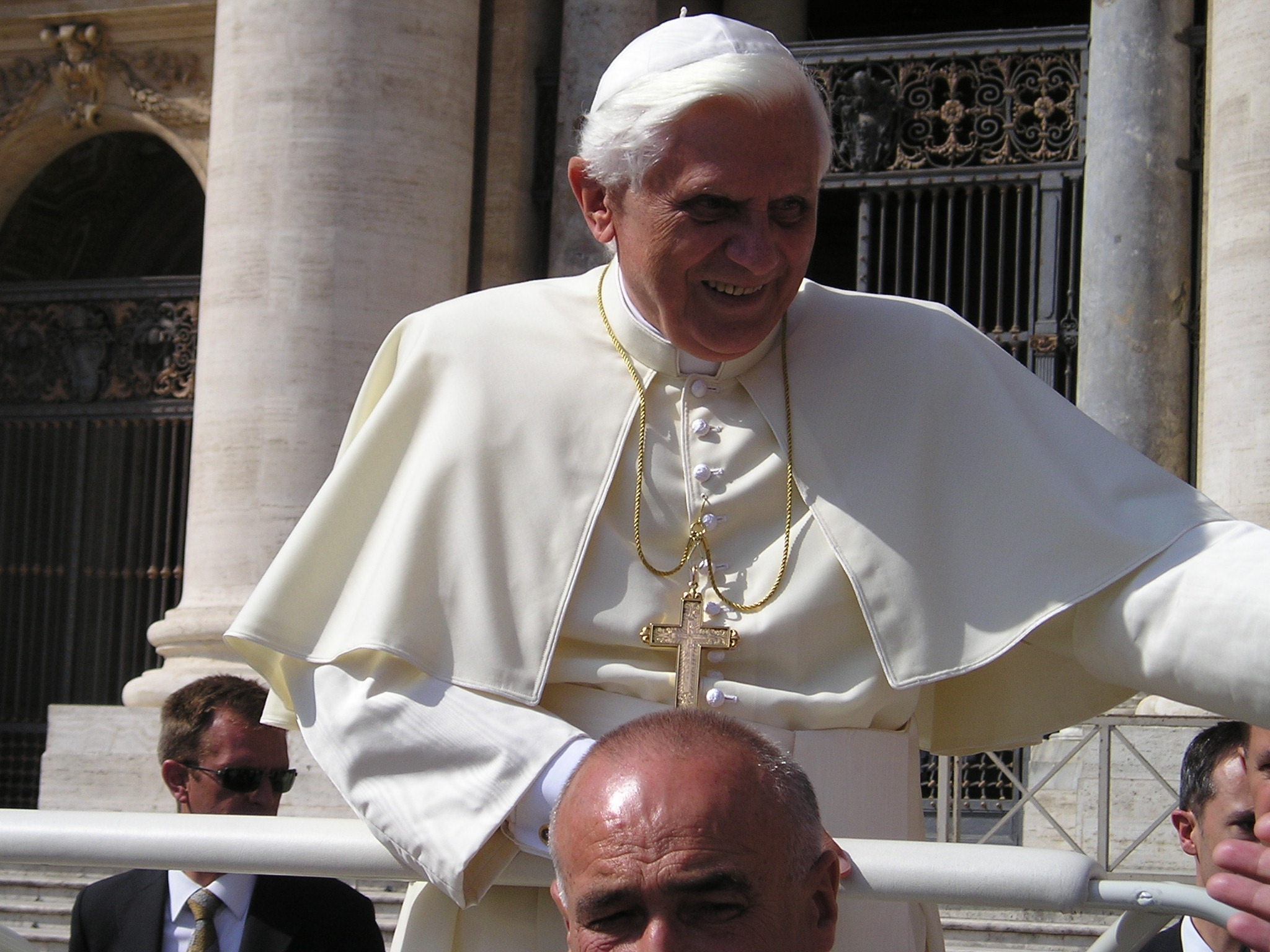
Benedikt XVI.

In der Regel wird die Pellegrina in der römisch-katholischen Kirche von Bischöfen und Kardinälen zusammen mit der Soutane getragen.
1850 setzte Pius IX. die katholische Hierarchie in England und Wales wieder ein. Seine Anweisungen wurden so verstanden, dass er allen Priestern das Privileg einräumte, eine Replica seiner eigenen weißen Soutane mit Pellegrina in schwarz zu tragen. Seither ist die Gewandung mit Pellegrina und Soutane das Erkennungszeichen aller katholischen Priester in England, Wales, Schottland, Irland, Australien und Neuseeland.

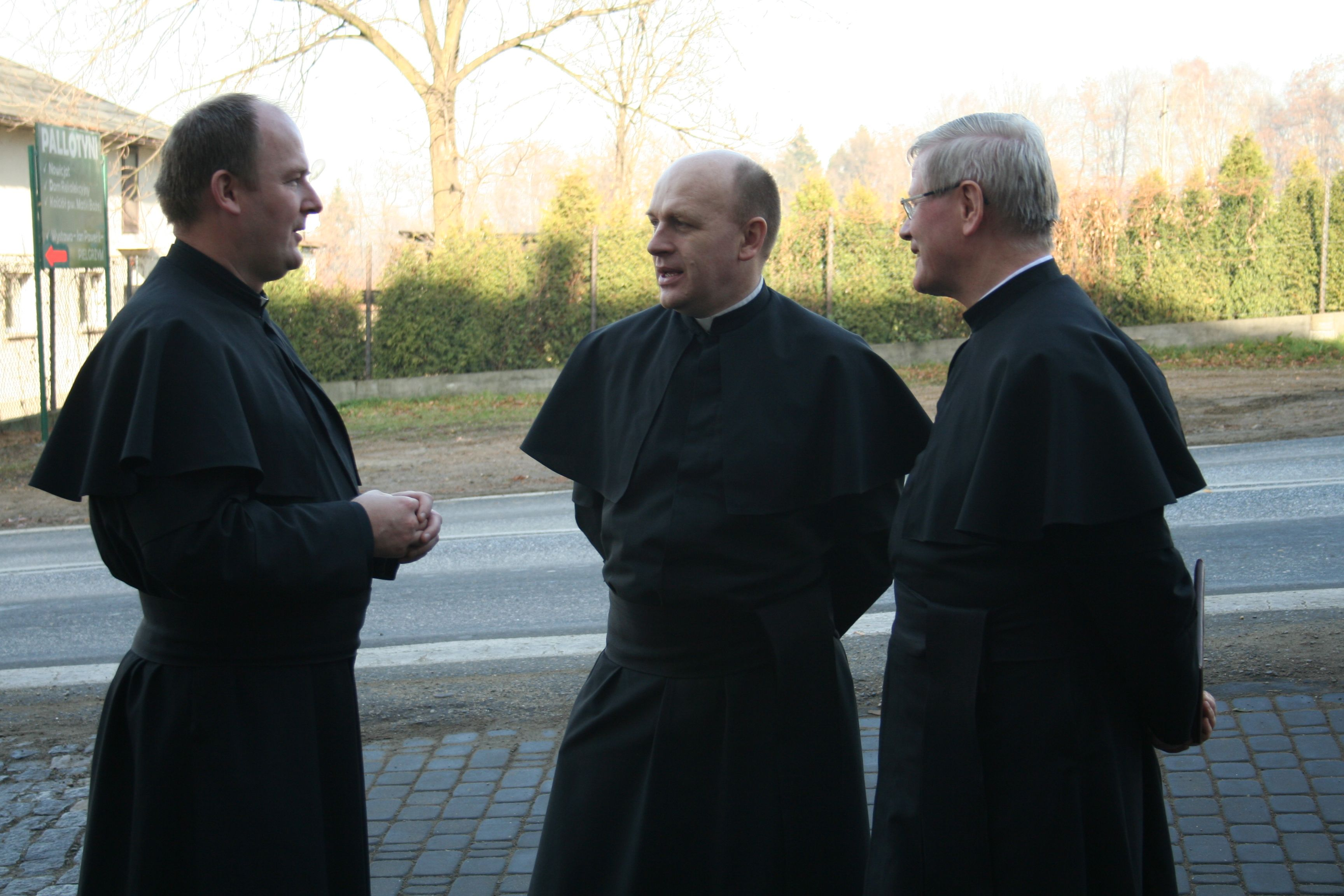
Polnische Pallottiner in Soutane und Pellegrina.

Für diese spezielle Zusammenstellung, die gewöhnlich fest vernäht ist, schlug John Abel Felix Prosper Nainfa 1909 in seinem Buch Costume of Prelates of the Catholic Church das englische Wort simar anstelle der Bezeichnung cassock vor. Diese Bezeichnung ist jedoch umstritten.
Als Benedikt XVI. 2013 zurücktrat, entschied er sich dafür, weiterhin die weiße Soutane, aber ohne Pellegrina zu tragen.
|       |          |         |          |
| Papst | Kardinal | Bischof | Priester |

## Namensherkunft
Der Name pellegrina wurde aus der Ähnlichkeit mit einem Schultercape aus Leinen oder Leder gebildet, welches traditionell von Pilgern (italienisch pellegrini) getragen wurde.